# François-Xavier Paradis
Pour l’article homonyme, voir Paradis (homonymie).
François-Xavier Paradis (9 février 1844-27 juin 1910) est un agriculteur, marchand et homme politique fédéral, provincial et municipal du Québec.

## Biographie
Né à Saint-Rémi dans le Canada-Est, il étudie à Saint-Michel et à Hemmingford. Il entame une carrière publique en devenant conseiller et ensuite maire de la municipalité de Saint-Michel de 1880 à 1881. 
Élu député du Parti conservateur du Québec dans la circonscription provinciale de Napierville en 1881, il avait préalablement tentée sa chance en 1878 par le libéral Laurent-David Lafontaine. Il est à nouveau défait par Lafontaine en 1886 et par Louis Sainte-Marie en 1890.
Tentant sans succès d'être élu député du Parti conservateur dans la circonscription fédérale de Napierville en 1887, il est élu lors de l'élection partielle déclenchée après la démission du député Louis Sainte-Marie en 1890. Il est défait en 1891.